# Technoalpin
Die Technoalpin AG (Eigenschreibweise TechnoAlpin AG) mit Sitz in Bozen (Industriegebiet Bozen) ist ein Südtiroler Unternehmen für manuelle und vollautomatische Beschneiungsanlagen. Das Unternehmen ist Weltmarktführer in der Beschneiungsanlagenproduktion.

## Geschichte
Anfang der 1980er Jahre importierten Georg Eisath und Walter Rieder, Betriebsleiter im Skigebiet Obereggen, einen Schneeerzeuger aus Amerika. Nach diesem Vorbild bauten sie selbst einen ersten Prototyp. Die beiden gründeten die Firma WI.TE und begannen Maschinen in größerer Anzahl zu produzieren. In den italienischen Skigebieten Cortina, Falcade und Val di Zoldo wurden die ersten Anlagen gebaut. 1988 gab es mit der Firma Schneider im österreichischen Seefeld die erste Vertretung im Ausland.
1990 wurde der Schneeerzeuger Latemar M90 auf den Markt gebracht. Nachdem die Verkaufszahlen stiegen, holten Eisath und Rieder den Kaufmann Erich Gummerer in die Firma. Gemeinsam gründeten sie 1990 die Firma Technoalpin GmbH. 1996 gründete die Technoalpin die ersten Tochtergesellschaften in Deutschland, Österreich und der Schweiz. 2005 wurde das Unternehmen in eine Aktiengesellschaft umgewandelt.
Heute verfügt Technoalpin über 15 Filialen auf vier Kontinenten. Produziert wird in Bozen. 2021/2022 erwirtschaftete das Unternehmen ein Umsatz von 302 Millionen Euro und beschäftigte rund 700 Mitarbeiter. In der Schweiz lag der Marktanteil im Geschäftsjahr 2022/2023 bei rund 70 Prozent.

## Produktumfang

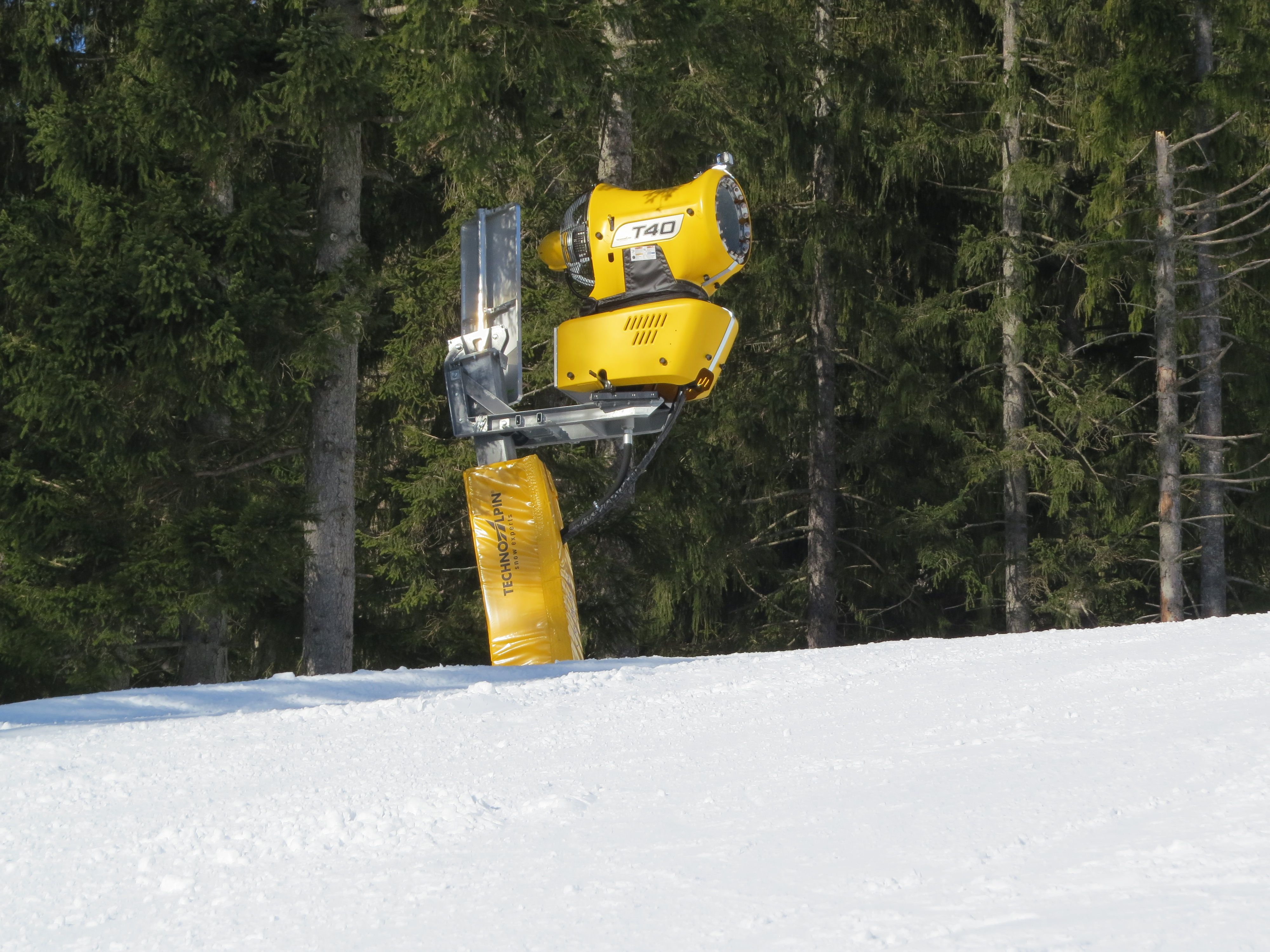
T40-Propellermaschinen von Technoalpin

Technoalpin realisiert komplette manuelle und vollautomatische Beschneiungsanlagen. Neben Beschneiungsanlagen gehören auch Schächte, Elektranten, Kühltürme, Ventile, Meteostationen, Linienmaterial und eine Steuerungssoftware zum Angebot.